# Arundinella yunnanensis
Arundinella yunnanensis är en gräsart som beskrevs av Keng f., Bi Sin Sun och Zhi Hao Hu. Arundinella yunnanensis ingår i släktet Arundinella och familjen gräs. Inga underarter finns listade i Catalogue of Life.